# Avenir Télécom
Avenir Télécom est une entreprise française du secteur de la distribution de téléphonie mobile et accessoires sous licence de marque exclusive Energizer,. Elle est cotée à la bourse de Paris.

## Historique
- 18 septembre 1989 : Avenir Télécom est créé à Marseille par Jean-Daniel Beurnier, qui signe immédiatement un accord de distribution et de développement dans la téléphonie mobile avec SFR[3].
- 1994 : Avenir Télécom signe un accord de distribution avec Itineris, l'opérateur de téléphonie mobile du groupe France-Télécom.
- 1995 : Création de la marque Top Suxess
- 1997 : Création de Phone Shop, le réseau de magasins d'Avenir Télécom
- 1998 : Avenir Télécom est introduit sur le nouveau marché de la Bourse de Paris qui permet la création de Mobile Hut et son implantation en Espagne
- 1999 : Achat des 84 magasins d'Interdiscount France pour 1 franc symbolique[4] et l'enseigne est rebaptisée Internity. L'entreprise s'installe en Roumanie et à Hong Kong.
- 2000 : L'entreprise vend son réseau de 160 magasins Phone Shop à SFR et s'installe au Royaume-Uni
- 2002 : début de l'implantation des magasins Internity en Espagne
- 2003 : Signature d'un contrat de distribution exclusive avec Vodafone, à travers le réseau de magasins Internity, qui prévoit un nombre important d’ouvertures de magasins.
- 2005 : Au Portugal, le groupe acquiert la chaîne de magasins Ensitel (pt) et poursuit le développement des magasins Internity, en Roumanie avec les hypermarchés Kaufland, et en Espagne avec l’ouverture du 100e point de vente à Madrid.
- 2006 : Le groupe acquiert, en Bulgarie le distributeur AKS[5], la chaîne de magasins Tiendas Futura en Espagne[6] et 54 points de vente Maxi Livres en France[7],[8]
- 2008 : Le groupe lance la marque d’accessoires OXO et signe, avec Lollipops[9], Kukuxumusu, Tree-Nation[10],[11] et Zaoza filiale de Vivendi Mobile Entertainment, des contrats pour la distribution d'accessoires ou de contenu en ligne et sur téléphones mobiles.
- 2009 : Signature d'un partenariat avec Beewi - Simply Wireless une marque d'accessoires européenne.
- 2011 : Signature d'un partenariat avec la marque Rebecca Bonbon[12] (Yuko Shimizu).
- 2015 : En raison d'une procédure de redressement judiciaire, le groupe a demandé le 23 décembre 2015 la suspension de cotation de ses actions.
- En janvier 2016 : Avenir Télécom qui exploitait 223 magasins à fin septembre 2015 dans le monde (il y en avait 414 fin septembre 2014) annonce la fermeture définitive des 80 magasins Internity en France mettant ainsi 260 collaborateurs au chômage[13]. La marque blanche Yezz (smartphones, créé en 2014[14]) est conservée.
- Le 4 janvier 2016 : AVENIR TELECOM est placé en redressement judiciaire[15]
- Le 13 juillet 2017 : La justice valide le plan de continuation de l'activité
- 2020 : Energizer et Avenir Télécom prolongent leur partenariat jusqu'en 2026

## Actionnaires
Liste des principaux actionnaires au 17 juin 2020.
| Nom                                     |        |
| Robert Paul Emmanuel Schiano-Lamoriello | 29,9%  |
| Oxo (société)                           | 27,1%  |
| Jean-Daniel Henri Beurnier              | 7,00%  |
| Andbank Wealth Management               | 0,64%  |
| Avenir Telecom (autocontrôle)           | 0,57%  |
| Pinnacle Associates                     | 0,036% |

## Implantations
La marque est également présente en Angleterre, en Bulgarie, au Portugal, en Espagne et en Roumanie.